# Malý Lhoták
Rybník Malý Lhoták o rozloze vodní plochy 1,5 ha je rybník nalézající se na západním okraji obce Staré Nechanice v okrese Hradec Králové nad rybníkem Velký Lhoták. Oba rybníky spolu tvoří významné lokální biocentrum pro rozmnožování obojživelníků. Malý Lhoták je v roce 2018 silně zarostlý rákosem.

## Galerie

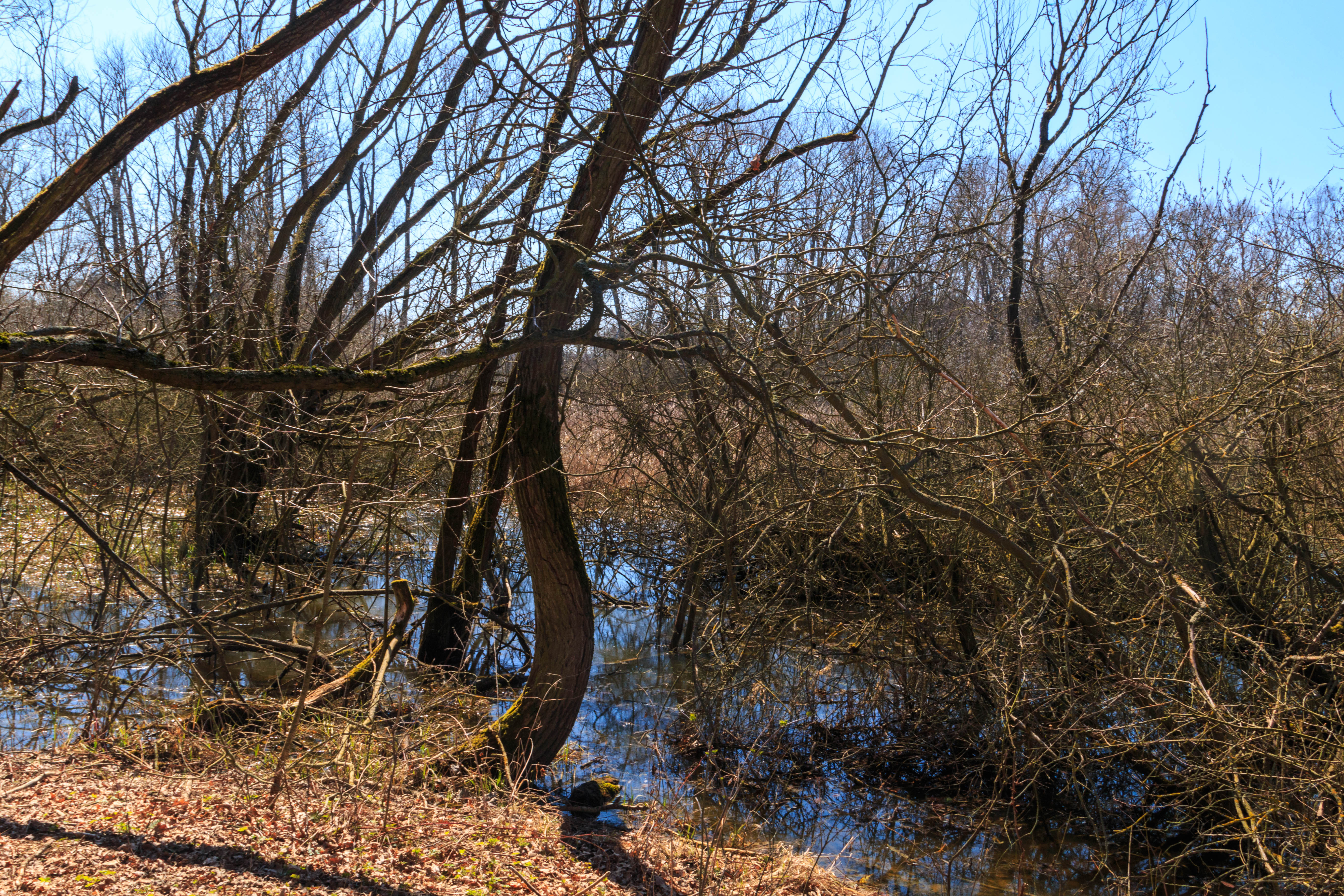
pohled na zarostlý rybník Malý Lhoták
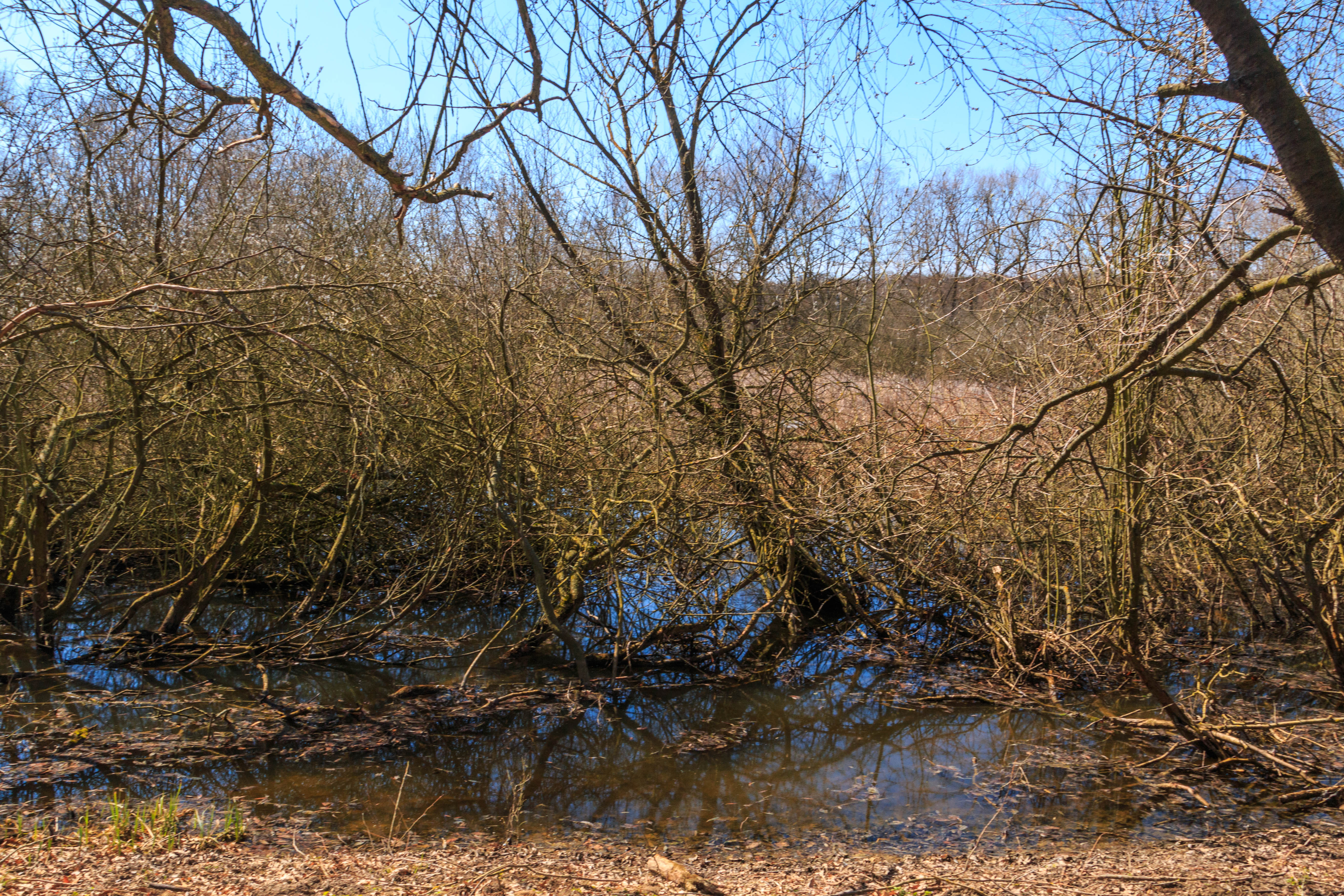
pohled na zarostlý rybník Malý Lhoták
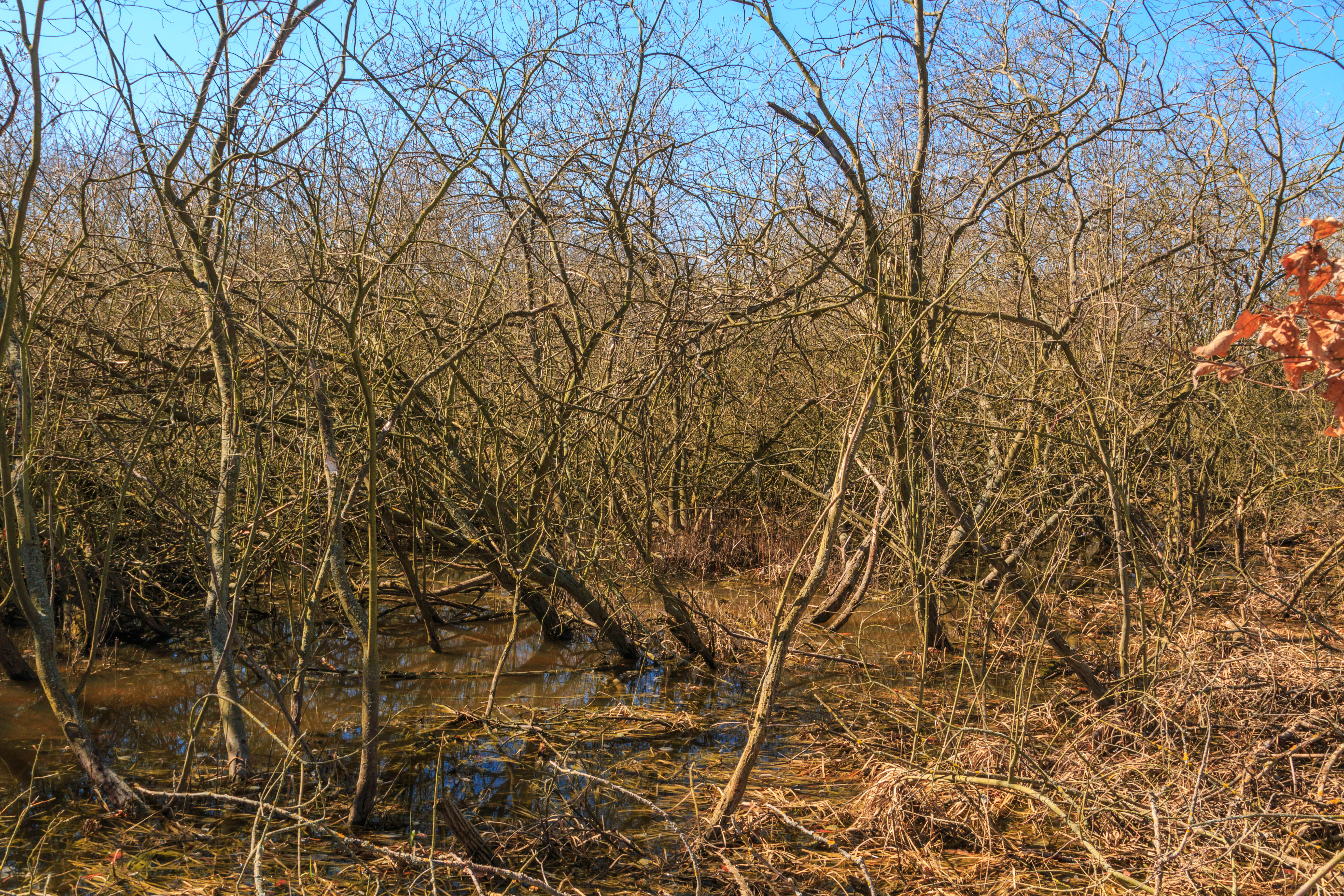
pohled na zarostlý rybník Malý Lhoták
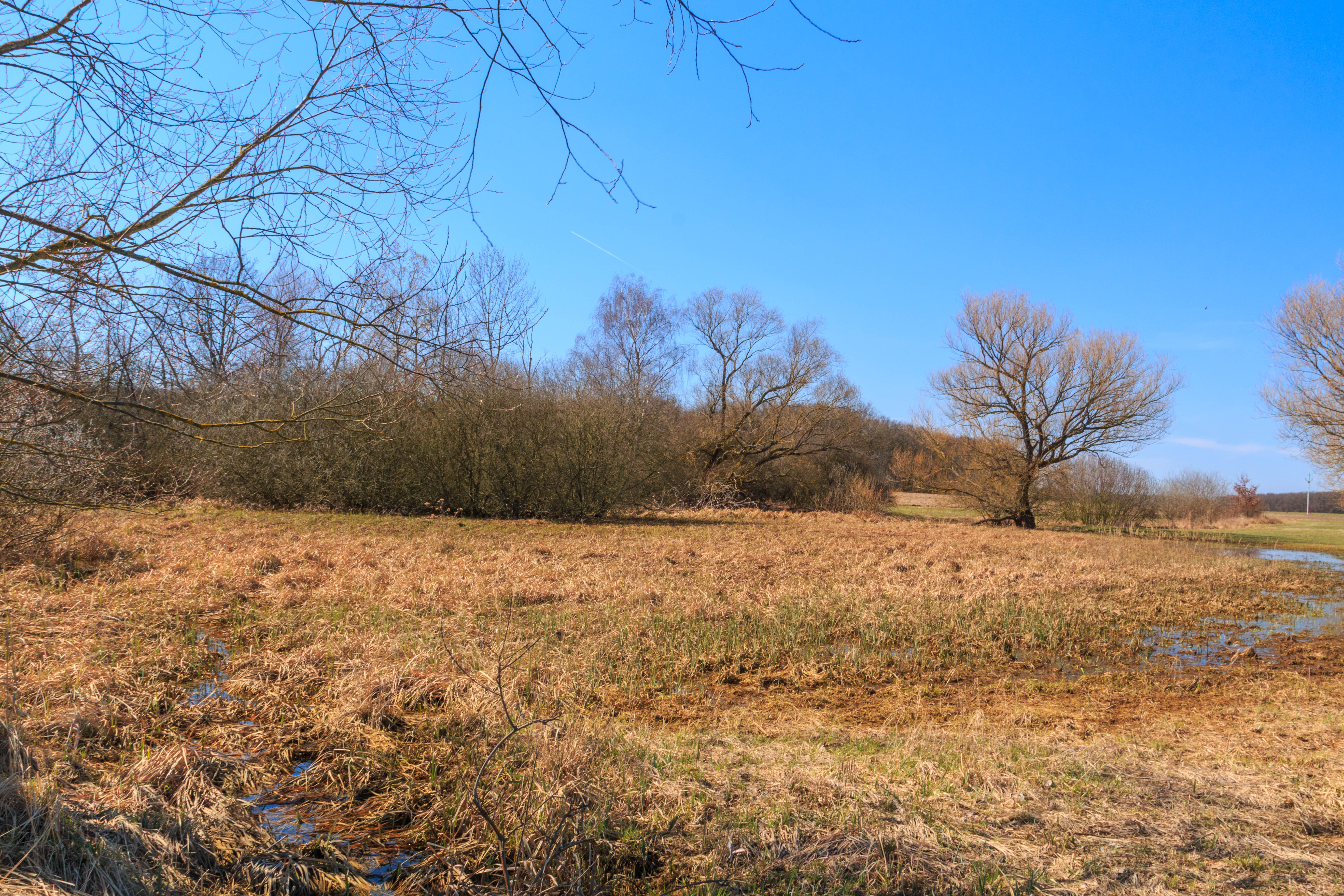
pohled na zarostlý rybník Malý Lhoták